# Kızlar Ağası

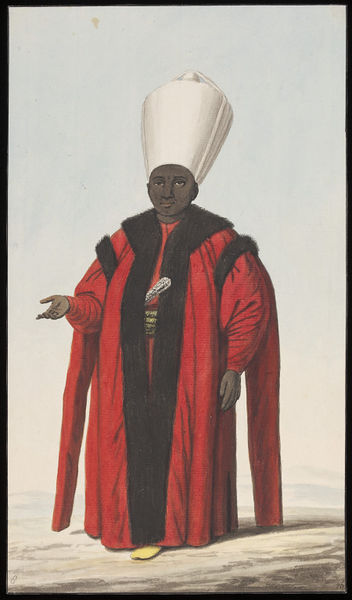
Abbildung eines Kızlar Ağası, 1809

Kızlar Ağası (osmanisch قيزلر اغاسی ‚Agha der Mädchen‘, i. e. Konkubinen) oder Darüssaade Ağası  war im Osmanischen Reich der Titel des obersten schwarzen Palasteunuchen.
Der Aufstieg des Obersten der Haremseunuchen begann, als Murad III. sich entschloss, im Harem zu residieren und 1574 Habeşli Mehmed Ağa zum obersten Haremseunuchen und de facto zum ersten Darüssaade Ağası ernannte. Bis dahin war der Posten des obersten Haremseunuchen dem des Kapı Ağası, des obersten der weißen Eunuchen untergeordnet gewesen. Manifestation des Machtübergangs war die 1588 erfolgte Übertragung der Aufsicht über die Evkafü’l-Haremeyn, die Stiftungen der beiden heiligen Stätten, die Prophetenmoschee in Medina und die Große Moschee in Mekka von dem Kapı Ağası Gazanfer Ağa an Habeşli Mehmed Ağa, der von nun an als Darüssaade Ağası bekannt wurde. Diese Stiftungen ermöglichten dem Kızlar Ağası Maßnahmen für die öffentliche städtische Infrastruktur des Osmanischen Reichs, die teilweise bis in die Gegenwart fortbestehen. Die machtvolle Stellung des Kızlar Ağası endete in der Zeit des Tanzimat. Manifestiert ist dieser Machtverlust mit der Übertragung der Aufsicht über die Evkafü’l-Haremeyn an ein modernes Direktorium durch Sultan Mahmud II. im Jahr 1826.
Ab dem 16. Jahrhundert besaß der Kızlar Ağası den Rang eines Pascha mit drei Roßschweifen. Die schwarzen Obereunuchen gehörten zu den Spitzenbürokraten des Osmanischen Reiches.

## Persönlichkeiten
- Hacı Beşir Ağa war ein politisch äußerst einflussreicher Obereunuch